# Martha de los Santos González
Martha de los Santos González (nacida el 12 de febrero de 1983 en Sabinas Hidalgo, Nuevo León) es una empresaria, consultora y política mexicana. Ha sido diputada local en el Congreso de Nuevo León y candidata al Senado de la República por el estado de Nuevo León. Su trayectoria abarca cargos en el sector público, privado y en organizaciones de la sociedad civil, destacando por su participación en labores legislativas, asesoría estratégica, medios de comunicación y el impulso de iniciativas con impacto social, incluyendo la fundación Sueños ConSentido, dedicada a apoyar a niñas y niños con talento en situación de vulnerabilidad.
Es fundadora de Martha de los Santos Consultoría y Vinculación Estratégica, firma especializada en proyectos de alto impacto. Actualmente se desempeña como asesora de la Presidencia del Consejo Coordinador Empresarial (CCE) y del Instituto Nacional para la Educación de los Adultos (INEA), donde colabora en proyectos de alfabetización y educación para adultos. Asimismo, participa en el diseño de estrategias para atraer inversión privada en diversas regiones del país.

## Formación académica y vida personal
Es hija de Pablo de los Santos Garza, empresario y político originario de Sabinas Hidalgo, y de Martha Aurora González, una de las primeras mujeres en postularse como candidata independiente a una alcaldía en México.
Desde temprana edad, se interesó por los medios de comunicación y la política. Entre 2001 y 2006 cursó la licenciatura en Ciencias Políticas en el Instituto Tecnológico y de Estudios Superiores de Monterrey (ITESM), donde se graduó con mención honorífica. Durante este periodo, también realizó estudios en Bodwell Language School y en la University of British Columbia, en Vancouver, Canadá.
Posteriormente, obtuvo una maestría en Derecho Constitucional y Gobernabilidad por la Facultad de Derecho y Criminología de la Universidad Autónoma de Nuevo León, título que recibió en 2013. En 2018, fue reconocida con el título de Doctor Honoris Causa por el Claustro Académico Universitario del Centro Educativo Universitario de Morelos.
Complementó su formación con el Diplomado en Alta Dirección "Mujeres que Transforman México", impartido por la AFI Escuela en colaboración con la Asociación de Bancos de México (ABM).

## Actividad empresarial y consultoría
En 2023, Martha de los Santos fundó Martha de los Santos Consultoría y Vinculación Estratégica, una firma enfocada en brindar asesoría al sector público y privado en temas de relaciones institucionales, diseño de estrategias y gestión de proyectos. En este rol, ha trabajado en la vinculación entre empresas, gobiernos e instituciones nacionales.
Actualmente se desempeña como asesora de la Presidencia del Consejo Coordinador Empresarial (CCE) y del Instituto Nacional para la Educación de los Adultos (INEA).

## Sector financiero y corporativo
En el sector financiero, colaboró con la Asociación de Bancos de México (ABM), donde fue directora de Comunicación y Enlace Legislativo (2020–2021) y posteriormente directora de Equidad de Género (2021–2022).
En 2019, integró el equipo de Grupo Salinas, donde impulsó la creación de la Coordinación de Cámaras Empresariales. 

## Innovación y emprendimiento
Como emprendedora, ha desarrollado diversos proyectos. En 2015 fundó Gesco, un sistema de atención ciudadana e inteligencia política utilizado por gobiernos y legisladores para fomentar la participación ciudadana y mejorar la implementación de políticas públicas. En 2011 creó Exprésate Con, empresa pionera en la recolección de opiniones mediante cabinas portátiles de video, iniciativa que recibió reserva de derechos por el Instituto Nacional del Derecho de Autor (INDAUTOR). Esta herramienta fue empleada en campañas de concientización social y procesos electorales, incluyendo la campaña presidencial de Enrique Peña Nieto en 2012, donde coordinó el proyecto nacional “Exprésate con EPN”.

## Sector inmobiliario
En el sector inmobiliario, fundó Metatrón House, empresa dedicada a la administración de bienes inmuebles, con más de una década trabajando en la gestión de propiedades para renta y desarrollo habitacional.

## Servicio Público
Martha de los Santos ha ocupado diversos cargos en el ámbito gubernamental y legislativo. Inició su carrera política participando en campañas electorales estatales y federales en la década de los 2000. Fue diputada local en la LXII Legislatura del Congreso del Estado de Nuevo León (2009–2012), donde promovió iniciativas sociales, brigadas de ayuda y programas de apoyo a Ex Braseros. También se desempeñó como Diputada Federal suplente, Directora de Desarrollo Municipal en la Zona Norte de la Secretaría General de Gobierno del Estado de Nuevo León y como Secretaria Técnica en el Congreso local.
A nivel federal, trabajó en ProMéxico entre 2013 y 2018, donde ocupó los cargos de Directora Ejecutiva de Relaciones Institucionales, Coordinadora de eventos y Responsable de misiones empresariales.  En esta función, impulsó la atracción de inversión extranjera y el fortalecimiento del comercio internacional. En 2018 fue candidata al Senado de la República por el estado de Nuevo León.

### Campañas políticas
A lo largo de su trayectoria, de los Santos ha participado en diversas campañas políticas a nivel local, estatal y federal, apoyando a candidatos a diputaciones locales y federales, presidencias municipales, senadurías, gubernaturas y la Presidencia de la República.
En 2012, fue coordinadora nacional del proyecto Exprésate con EPN, una iniciativa de participación ciudadana de su autoría, implementada como parte de la campaña presidencial de Enrique Peña Nieto. Años más tarde, en 2023 y 2024, su sistema Gesco  fue utilizado como herramienta de recopilación y análisis de propuestas ciudadanas dentro del equipo de Presidenta MX, en apoyo a la campaña presidencial de Claudia Sheinbaum.
Además de su trabajo en campañas federales, ha brindado apoyo a campañas estatales y municipales en distintas regiones del país, desempeñando funciones de coordinación, estrategia de campaña, diseño de mensaje, redes sociales, articulación con organizaciones de la sociedad civil y sectores empresariales.

## Medios de comunicación
Martha de los Santos cuenta con 14 años de experiencia como locutora y conductora en radio y televisión. Inició su trayectoria en los medios a los 12 años, como locutora del programa Chispas Musicales en Radio Nuevo León, en su ciudad natal, Sabinas Hidalgo. Durante su etapa universitaria, fue conductora de los programas Ruta 94.9 y Planisferio, transmitidos por la estación Frecuencia Tec 94.9 FM del Instituto Tecnológico y de Estudios Superiores de Monterrey.
En 2005 se integró al canal estatal TV Nuevo León (XHMNL-TV) como conductora del programa juvenil de videos musicales La Licuadora. También participó en la conducción de La Hora Nacional en su versión estatal, así como del programa Turisteando por Nuevo León, enfocado en la promoción turística del estado.
Entre 2008 y 2019 fue columnista de la editorial Para Tomar Nota, donde abordó temas relacionados con programas de apoyo social y participación ciudadana. Como parte de esta colaboración, produjo y condujo cápsulas informativas transmitidas por Televisa Monterrey.

## Labor social
Es socia fundadora de la asociación civil Sueños ConSentido, creada en 2011 con el objetivo de apoyar a niñas y niños con talento en situación de vulnerabilidad, principalmente en Nuevo León y la Ciudad de México. Bajo su coordinación, la organización impulsó iniciativas orientadas al desarrollo educativo, artístico y deportivo, a través de becas y actividades formativas, contribuyendo al bienestar y la inclusión de sectores marginados.